# Irene Ibsen Bille
Irene Ibsen Bille (Oslo, 10 de septiembre de 1901 – 22 de febrero de 1985) (antes Irene Ibsen) fue una novelista y dramaturga noruega.
Nació en Oslo (entonces Kristiania), hija del Primer Ministro Sigurd Ibsen. Era hermana de Tancred Ibsen, nieta paterna del mundialmente famoso escritor Henrik Ibsen y de Suzannah Ibsen (antes Thoresen), hija de Bergliot Ibsen (antes Bjørnson), y nieta materna de Bjørnstjerne Bjørnson y Karoline Bjørnson (antes Reimers).
Irene Ibsen se casó con el escritor danés Steen Andersen Josias Christopher Bille (llamado Josias), miembro de la antigua noble familia Bille, en 1930, y se trasladó a Dinamarca. Su primera obra dramática, *Uten ansikt* ('Sin rostro'), fue publicada allí. Kysset ('El beso') le siguió en 1965. En el mismo año publicó la novela Det leende vindu ('La ventana risueña'). Falleció en febrero de 1985.

## Descendencia
Ibsen Bille tuvo tres hijos de dos matrimonios: Suzanna (con el primer esposo, Mario Rocco, la hija se llamó Rosetta), y Anders y Joen (con el segundo esposo Josias). Aproximadamente un tercio de los descendientes vivos de Henrik Ibsen provienen de los nietos y bisnietos de Irene.
- Suzannah Ibsen (1922-1979), casada con Ib Bering Jensen (1921-2012)

- Thorkel Josias Bering-Jensen (1959-) y Jeanette Uhrenholt (1968-)

- Chanel Uhrenholt (1986-)
- Francisca Uhrenholt (1990-)

- Vitus Mario Bering-Jensen (1959-)

- Angelo Bering Jensen (1983-)
- Valentino Bering Jensen (1986-)Jonas Vitus Bering-Jensen(2003-)
- Leon Bering-Jensen (2016-)

- Anders Steensen Bille (1940–2011), casado con Mona Skov Hansen (1941-)

- Steen Andersen Oluf Bille (1964-), casado con Geraldine Dumas (1975-)

- Anders Steensen Victorien Bille (2009-)
- Arsène Constant Eske Bille (2011-)

- Bernt Ivar Bille (1968-), casado con Betina Laulund Henriksen

- Josias Christian Bille (2000-)
- Emerentze Caroline Bille (2003-)

- Joen Steensen Bille (1944–), casado con Bente Scavenius (1944–)

- Beate Bille (1976–), casada con Magnus Jønck
- Peder Bille (1983-)